# Lubin
Lubin (németül: Lüben), város Lengyelország délnyugati részén, az alsó-sziléziai vajdaságban, a lubini járás központja. 1975-1998 között a legnicai vajdasághoz tartozott. Legnica után a második legnépesebb település a legnica-głogówi réz körzetben, ötödik az alsó-sziléziai vajdaságban és ötvenedik Lengyelországban. A város a lubini fennsíkon fekszik. A lengyel statisztikai hivatal 2009. június 30-i adatai szerint lakosainak száma 74 796. Lubinban van a lengyel rézkombinát, a KGHM Polska Miedź, mely jelenleg világ egyik vezető réz és ezüst termelője.

## Története

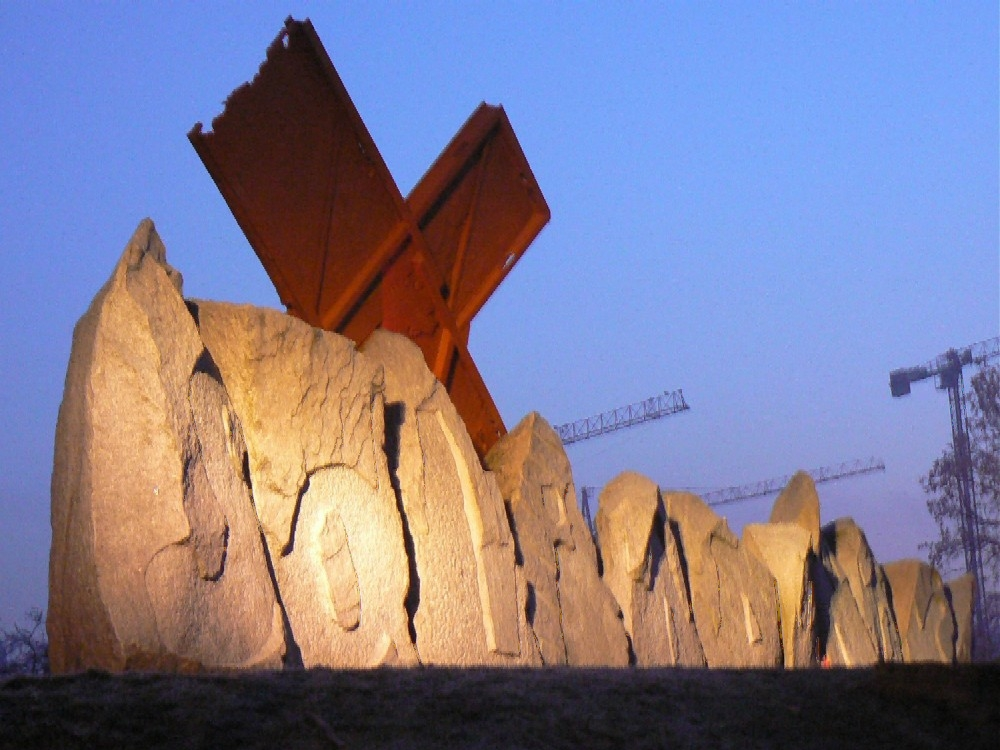
Az 1982. évi lubini áldozatok emlékműve

A mai város területén belül és legközelebbi szomszédságában több bronzkorszakból (3–4. század) illetve a korai vaskorszakból származó hamvasztásos sírt találtak. Ezek a lausitzi kultúra maradványai, mely i. e. 1000 – i. e. 400-ig virágzott a mai Lengyelország területén. A legrégebbi lelet azonban egy neolit sír nem messze a Ścinawa felé vezető út mellett i. e. 4000-ből.
Az első település a mai Lubin területén fontos kereskedelmi útvonalak kereszteződésénél alakult ki. Ilyen útvonal volt a Magdeburgból Wrocławon keresztül vezető út Kijevbe és a délről Nagy-Lengyelországon keresztül vezető út a Balti-tengerig. A város fontos pihenőhely volt az árukkal vándorló kereskedők számára és egyben piacot is találtak itt áruik értékesítésére. Nem tudni pontosan melyik szláv törzs fennhatósága alá tartozott az első település.
Lubint először a 12. század második felében említik. A valószínűleg 1155-ben kiadott pápai bulla megemlíti Lublint is 13 sziléziai várispánság között, és 1178 körül Magas Boleszláv fejedelem az Ó-Lubin területén elterülő települést lengyel mintájú városi rangra emelte. Az új várost, mely a várispánság (a mai Wrocławi park helyén) és Ó-Lubin között feküdt, Sziléziai Hedvig és Szakállas Henrik alapította 1205. körül. 1288. körül ezeknek a településeknek Przemko ścinawai fejedelem magdeburgi városi jogokat adott. Hedvig fatemplomot építtetett.
1329-ben János ścinawai fejedelem hűbéri esküt tett Luxemburgi János cseh herceg előtt, ettől kezdve Lubin is cseh fennhatóság alá került Szilézia egy részével. 1340–1349 között a várost fallal vették körül és megerősített vár is épült.
1526-ban Habsburg Ferdinánd elnyerte a magyar és a cseh trónt és így Lubin osztrák uralom alá került. A harmincéves háború alatt 4000 polgár halt meg pestisben, 1631-ben svéd támadás érte a várost.
1741-ben a poroszok foglalták el a várost. A napóleoni háborúk alatt a császár kétszer is megfordult Lubinban.
1843-ban jelent meg az első helyi újság, 1869-ben pedig megnyílt a Lubin–Legnica-vasútvonal.
1945-ben a várost Lengyelországhoz csatolták. Korábbi lakosságát áttelepítették Németországba. 1957-ben hatalmas rézérctelepeket találtak a geológusok Lubin közelében. 1959-ben nehézipari minisztériumi rendelet alapította meg a KGHM Lengyel rézkombinátot, melynek feladata a réz bányászata, kohósítása és feldolgozása volt és ez ma is. 
1982-ben a lengyel rendőrség (MO) és a motorizált rendőrség (ZOMO) egységei vérbe fojtották a hadiállapot ellen tiltakozó demonstrációt. Éles lövések megöltek három embert és néhányszor tíz sebesülést okoztak. A tüntetés tizedik évfordulóján a városközpontban, ahol az áldozatok elestek, emlékművet leplezték le.

## Műemlékek

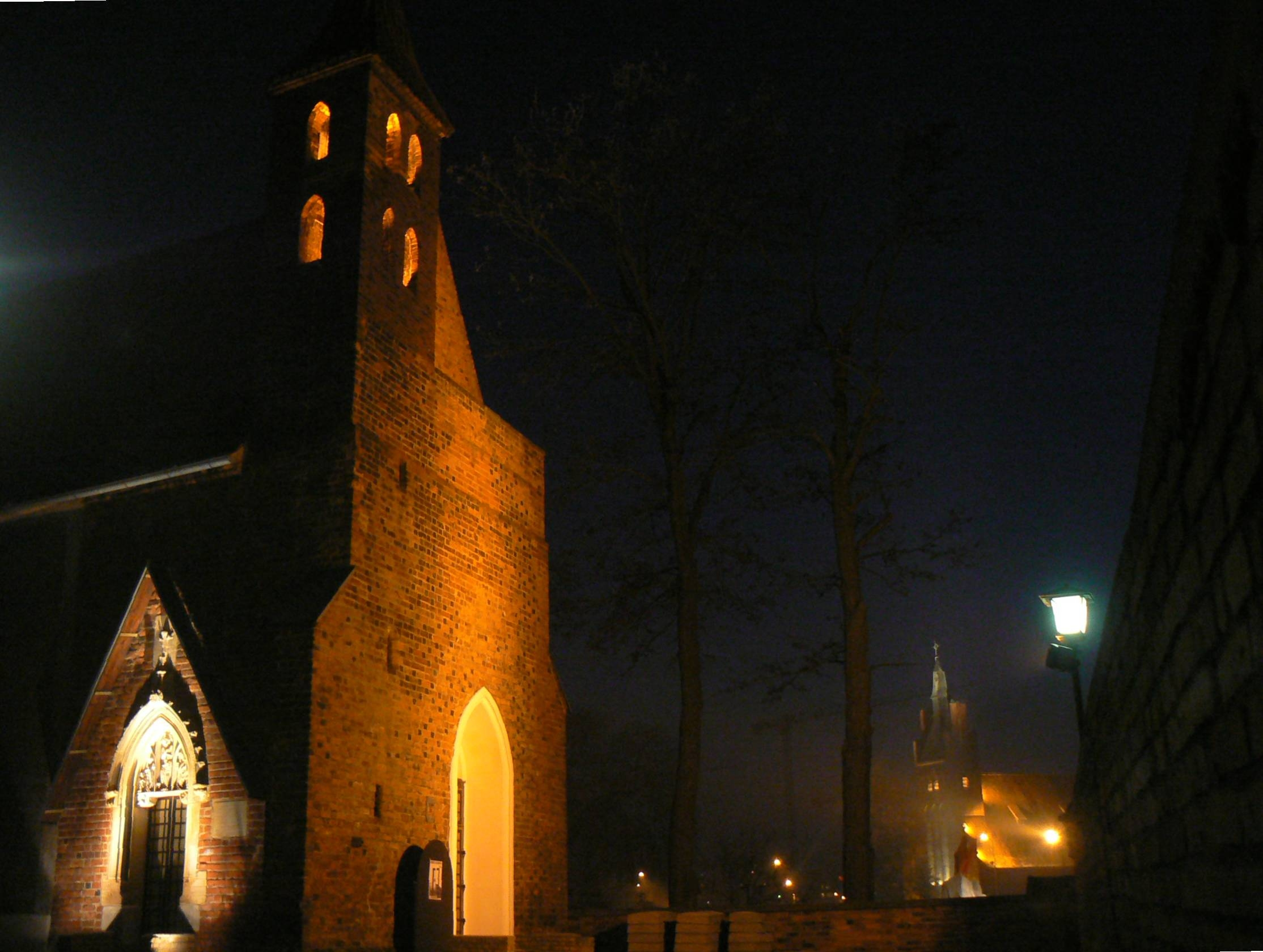
A várkápolna és az NSPJ templom kivilágítása